# José Antonio Chaves
José Antonio Chaves est l'une des six paroisses civiles de la municipalité de Miranda dans l'État de Zulia au Venezuela. Sa capitale est Punta de Piedras.